# NGC 2342
NGC 2342 is een spiraalvormig sterrenstelsel in het sterrenbeeld Tweelingen. Het hemelobject werd op 10 november 1864 ontdekt door de Duitse astronoom Albert Marth.

## Synoniemen
- UGC 3709
- MCG 3-19-4
- ZWG 86.7
- KCPG 125B
- IRAS07063+2043
- PGC 20265